# Landtagswahlkreis Hausruckviertel
Der Wahlkreis Hausruckviertel (Wahlkreis 3) ist ein Wahlkreis in Oberösterreich, der die politischen Bezirke Eferding, Grieskirchen, Vöcklabruck, Wels-Land und Wels umfasst. Bei der Landtagswahl 2021 waren im Wahlkreis Hausruckviertel 271.698 Personen wahlberechtigt, wobei bei der Wahl die Österreichische Volkspartei (ÖVP) mit 37,8 Prozent vor der Freiheitlichen Partei Österreichs (FPÖ) mit 22,6 Prozent as stärkste Partei hervorging. Die ÖVP kam dabei auf fünf, die FPÖ auf drei Grundmandate. Zudem erhielt die Sozialdemokratische Partei Österreichs (SPÖ) zwei und die Die Grünen Oberösterreich ein Mandat.

## Geschichte
Der Wahlkreis Hausruckviertel wurde mit dem Gesetz Nr. 29 vom 18. März 1925 im Zuge der Änderung der Landtagswahlordnung vom 18. März 1919 geschaffen. Per Gesetz wurde der Wahlkreis aus den Gerichtsbezirken Eferding, Frankenmarkt, Grieskirchen, Haag am Hausruck, Lambach, Mondsee, Peuerbach, Schwanenstadt, Vöcklabruck und Wels gebildet, wobei Wels als Sitz der Wahlbehörde festgelegt wurde. Hatte die Landtagswahlordnung von 1919 noch acht Wahlkreise vorgesehen, so war die Anzahl der Wahlkreise mit der Gesetzesänderung von 1925 auf vier reduziert worden. Der Wahlkreis Hausruckviertel entstand dabei aus dem ehemaligen Wahlkreis Wels (Wahlkreis 6) und Teilen des ehemaligen Wahlkreises Schärding (Wahlkreis 5). 1949 wurde das Gebiet des Wahlkreises schließlich mit Wahlkreis 14 der Nationalratswahlordnung gleichgesetzt, der jedoch dieselben Gerichtsbezirke umfasste. Mit der O. ö. Landtagswahlordnungsnovelle 1967 wurde das Gebiet des Wahlkreises schließlich mit den politischen Bezirken Eferding, Grieskirchen, Vöcklabruck, Wels-Land und der Wels Stadt gleichgesetzt.

## Wahlergebnisse
| Landtagswahlen in Landtagswahlkreis Innviertel 1985 bis 2021 | Landtagswahlen in Landtagswahlkreis Innviertel 1985 bis 2021 | Landtagswahlen in Landtagswahlkreis Innviertel 1985 bis 2021 | Landtagswahlen in Landtagswahlkreis Innviertel 1985 bis 2021 | Landtagswahlen in Landtagswahlkreis Innviertel 1985 bis 2021 | Landtagswahlen in Landtagswahlkreis Innviertel 1985 bis 2021 | Landtagswahlen in Landtagswahlkreis Innviertel 1985 bis 2021 | Landtagswahlen in Landtagswahlkreis Innviertel 1985 bis 2021 |
| Wahltermin                                                   | GM*                                                          |                                                              | ÖVP                                                          | SPÖ                                                          | FPÖ                                                          | GRÜNE                                                        | Sonstige                                                     |
| ------------------------------------------------------------ | ------------------------------------------------------------ | ------------------------------------------------------------ | ------------------------------------------------------------ | ------------------------------------------------------------ | ------------------------------------------------------------ | ------------------------------------------------------------ | ------------------------------------------------------------ |
| 6. Oktober 1985                                              |                                                              | Stimmenanteile (%)                                           | 52,67                                                        | 36,97                                                        | 5,95                                                         | 1,90                                                         | 2,50                                                         |
| 6. Oktober 1985                                              | 13                                                           | Grundmandate                                                 | 7                                                            | 5                                                            | 0                                                            | 0                                                            | 0                                                            |
| 6. Oktober 1991                                              |                                                              | Stimmenanteile (%)                                           | 45,05                                                        | 30,39                                                        | 19,35                                                        | 3,20                                                         | 2,02                                                         |
| 6. Oktober 1991                                              | 13                                                           | Grundmandate                                                 | 6                                                            | 4                                                            | 2                                                            | 0                                                            | 0                                                            |
| 5. Oktober 1997                                              |                                                              | Stimmenanteile (%)                                           | 42,39                                                        | 25,65                                                        | 22,27                                                        | 5,84                                                         | 3,85                                                         |
| 5. Oktober 1997                                              | 13                                                           | Grundmandate                                                 | 5                                                            | 3                                                            | 3                                                            | 0                                                            | 0                                                            |
| 28. September 2003                                           |                                                              | Stimmenanteile (%)                                           | 44,04                                                        | 36,70                                                        | 9,56                                                         | 8,99                                                         | 0,71                                                         |
| 28. September 2003                                           | 14                                                           | Grundmandate                                                 | 6                                                            | 5                                                            | 1                                                            | 1                                                            | 0                                                            |
| 27. September 2009                                           |                                                              | Stimmenanteile (%)                                           | 46,95                                                        | 22,90                                                        | 17,48                                                        | 8,95                                                         | 3,71                                                         |
| 27. September 2009                                           | 14                                                           | Grundmandate                                                 | 6                                                            | 3                                                            | 2                                                            | 1                                                            | 0                                                            |
| 27. September 2015                                           |                                                              | Stimmenanteile (%)                                           | 36,30                                                        | 16,89                                                        | 32,93                                                        | 9,80                                                         | 4,08                                                         |
| 27. September 2015                                           | 14                                                           | Grundmandate                                                 | 5                                                            | 2                                                            | 4                                                            | 1                                                            | 0                                                            |
| 26. September 2021                                           |                                                              | Stimmenanteile (%)                                           | 37,83                                                        | 17,09                                                        | 22,57                                                        | 11,66                                                        | 10,85                                                        |
| 26. September 2021                                           | 14                                                           | Grundmandate                                                 | 5                                                            | 3                                                            | 2                                                            | 1                                                            | 0                                                            |

*GM = Anzahl der möglichen Grundmandate